# الکس کالوو-گارسیا
الکس کالوو-گارسیا (انگلیسی: Alex Calvo-Garcia؛ زادهٔ ۱ ژانویهٔ ۱۹۷۲) بازیکن فوتبال اهل اسپانیا است.
از باشگاه‌هایی که در آن بازی کرده‌است می‌توان به باشگاه فوتبال ایبار و باشگاه فوتبال اسکانتورپ یونایتد اشاره کرد.